# Gerd Kanter
Gerd Kanter (Tallinn, 6 maggio 1979) è un discobolo estone, campione mondiale nel 2007 e olimpico nel 2008.
Ha un primato personale di 73,38 metri, a soli 70 centimetri dal record mondiale di Jürgen Schult, che lo piazza al terzo posto nelle graduatorie mondiali di tutti i tempi.
Il 22 marzo 2009, a Växjö, ha siglato il nuovo record mondiale di lancio del disco al coperto grazie ad un lancio a 69,51.
Gareggia per la società Parnu SK Altius ma fa parte ormai dal 2000 del Team 75 plus ed è allenato dall'ex lanciatore del disco Vésteinn Hafsteinsson.

## Biografia

### Inizi
Gerd Kanter iniziò a praticare il lancio del disco sin all'età di 17 anni.
Il suo primo allenatore fu Ando Palginõmm.
È stato poi allenato da Helgi Parts, Aleksander Tammert e Ojand Uno che è ancora oggi il suo consulente tecnico al Team75plus.
Nel 2000 ha cominciato a lavorare con il coach Vésteinn Hafsteinnson, ex lanciatore di disco e detentore del record d'Islanda.
Nella sua giovane età Gerd studiato prima nella scuola elementare Vana-Vigala, poi alla scuola Pärnu-Jaagupi per poi arrivare all'università di Tallinn alla facoltà di ingegneria gestionale.

#### Dagli europei di Monaco ai mondiali di Parigi (2002-2003)
Il 10 marzo del 2002, nella Coppa Europa invernale di lanci, raggiunse la quarta posizione nella gara di lancio del disco con la misura di 61,56, suo nuovo primato personale.
Nel corso della stagione raggiunse la misura di 66,31 metri che lo posizionò al quindicesimo posto nelle graduatorie mondiali dell'anno.
Giunto ai campionati europei di Monaco di Baviera, si qualificò per la finale con la quinta misura a 63,66; giunto in finale non fu però in grado di lanciare oltre a 55,14 metri, rimanendo quindi in 12ª posizione.
Nella stagione 2003, dopo il primo titolo vinto all'Coppa Europa invernale di lanci sempre nella gara di lancio del disco (64,17), riuscì poi a raggiungere, nel mese di luglio, la misura di 65,27.
Il mese successivo, ai campionati mondiali di Parigi, non riuscì a qualificarsi per la finale raggiungendo solo il venticinquesimo posto con 56,63 metri.

### Affermazione internazionale

#### L'esordio olimpico (2004)
Nel mese di marzo del 2004 vinse, per la seconda volta, il titolo all'Coppa Europa invernale di lanci grazie ad un lancio a 63,21 metri.
Nel corso della stagione, al Meeting de Atletismo di Siviglia, riuscì a raggiungere la misura di 68,50 che, oltre a regalargli la vittoria della gara, lo portò in quarta posizione nelle classifiche mondiali dell'anno.
Nell'agosto partecipò alle Olimpiadi di Atene come uno dei favoriti alla vittoria della competizione.
Il 21 agosto si disputò la qualificazione del lancio del disco.
Kanter lanciò soltanto a 60,05 metri, raggiungendo il diciannovesimo posto e non qualificandosi quindi per la finale.
Sul finire della stagione fu chiamato per la prima volta a partecipare alla IAAF World Athletics Final a Monaco, evento che vede partecipare i migliori 8 atleti al mondo per ogni specialità.
In questa manifestazione si classificò quinto sempre nella gara di lancio del disco con la misura di 63,28.

#### I mondiali di Helsinki (2005)
Il 2005 iniziò subito con il successo all'Coppa Europa invernale di lanci grazie ad un lancio a 66,05 metri che gli diede la terza vittoria consecutiva sempre nella gara di lancio del disco.
Nel corso della stagione all'aperto, riuscì a raggiungere ottimi risultati nei vari Meeting internazionali che lo vedevano partecipe ma senza trovare quasi mai la vittoria a causa soprattutto della concorrenza con il campione mondiale ed olimpico Virgilijus Alekna.
Ai Mondiali di Helsinki, dopo essersi qualificato per la finale con la terza misura a 65,76, in finale, riuscì a conquistare la medaglia d'argento, con un lancio di 68,57 alle spalle, ancora una volta, del lituano Virgilijus Alekna che proprio all'ultimo turno di lanci gettò il suo disco alla distanza di 70,17 metri.
Dopo nemmeno due settimane l'atleta estone conquistò la medaglia d'oro alle Universiadi nel 2005 tenutesi a Smirne in Turchia.
Nel settembre dello stesso anno partecipò alla IAAF World Athletics Final, raggiungendo il secondo posto con la misura di 66,01.

#### Europei di Göteborg (2006)
Il 19 marzo, all'Coppa Europa invernale di lanci vinse la medaglia di bronzo nel lancio del disco interrompendo così la sua serie consecutiva di vittorie in questa manifestazione.
In stagione riuscì a lanciare fino alla misura di 73,38 metri, misura che corrispondeva al nuovo record nazionale estone ed alla terza migliore prestazione mondiale di sempre a solo settanta centimetri dal record mondiale di Jürgen Schult.
Nei vari meeting che lo videro partecipe si crearono ancora una volta dei lunghi duelli per la vittoria con il lituano Alekna che riuscì comunque a spuntarla in tutte le occasioni.
Ai campionati europei di Göteborg (Svezia) si presentò alla manifestazione come uno dei favoriti per la vittoria della competizione.
In qualificazione, il suo lancio a 66,71, miglior misura, lo portò direttamente in finale.
In serata, dopo aver lanciato il suo disco fino alla misura di 68,03, si dovette accontentare del secondo posto battuto per l'ennesima volta dal lituano Virgilijus Alekna.
Sul finire della stagione fu chiamato a partecipare alla IAAF World Athletics Final di Stoccarda.
In questa manifestazione si classificò secondo con la misura di 68,47.

### I successi

#### Il primo titolo mondiale (2007)

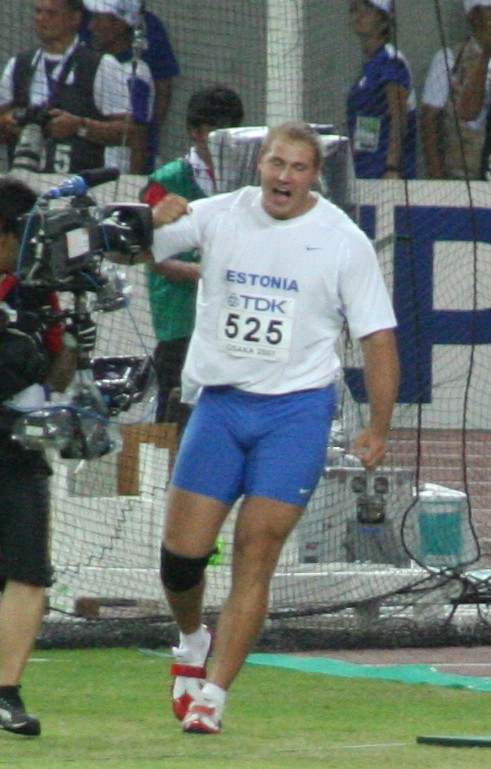
Gerd Kanter esulta appena dopo il lancio che gli diede la vittoria ai mondiali di Osaka.

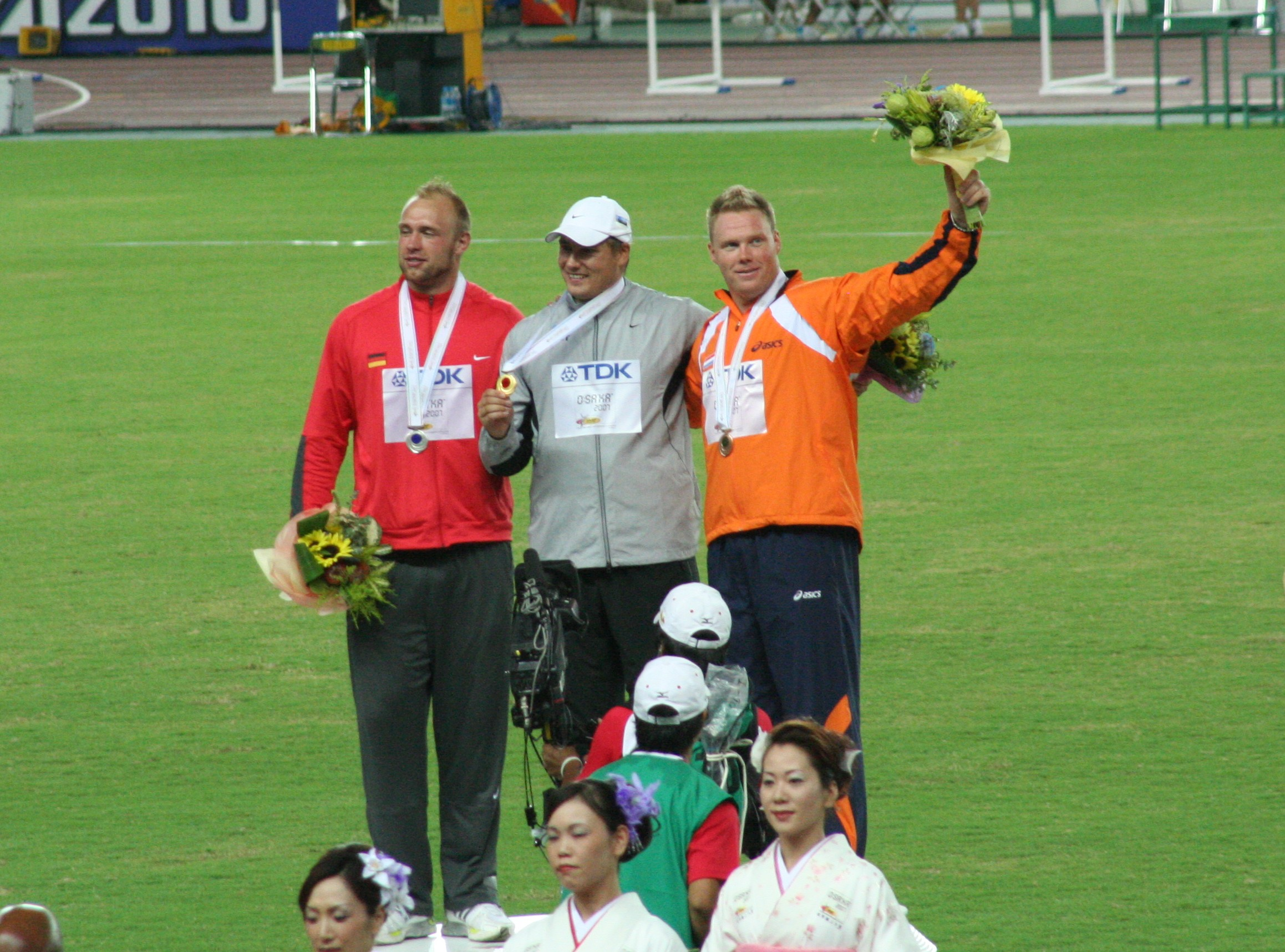
Il podio di lancio del disco ai mondiali di Osaka (Robert Harting, Gerd Kanter, Rutger Smith).

Dopo una stagione outdoor molto regolare a buon livello, e dopo aver disputato la Coppa Europa invernale di lanci, nel quale vinse il quarto titolo nel lancio del disco con la misura di 65,43, si preparò a partecipare ai campionati mondiali di Osaka.
In qualificazione, dopo aver rischiato l'eliminazione a causa di due lanci inferiori ai 60 metri, al terzo turno lanciò a 67,45, miglior misura della sessione.
In finale diede dimostrazione del suo stato di forma lanciando a 68,94 con una serie di lanci tutta superiore ai 65 metri, raggiungendo quindi la vittoria della gara davanti al tedesco Robert Harting e all'olandese Rutger Smith.
Sul finire della stagione Kanter partecipò ancora alla IAAF World Athletics Final, vincendo la manifestazione nel lancio del disco, con la misura di 66,54.

#### Il titolo olimpico (2008)
In Coppa Europa invernale di lanci vinse per la quinta volta la manifestazione sempre nella gara di lancio del disco con la misura di 65,25.
Nel corso della stagione all'aperto Kanter riuscì a conquistare vari successi come quello in coppa Europa, raggiungendo anche la misura di 71,88 che lo metteva in testa alle classifiche mondiali dell'anno.
A questo punto si preparò per i giochi olimpici di Pechino 2008.
Dopo essersi qualificato con la misura di 64,66 (quinta misura), in finale, grazie ad un lancio a 68,82 riuscì a vincere il titolo olimpico davanti al polacco Piotr Małachowski ed al lituano Virgilijus Alekna.
Nella stessa stagione ha trionfato, per la seconda volta, anche alla IAAF World Athletics Final con la misura di 68,38 metri.

#### Mondiali di Berlino (2009)
In Coppa Europa invernale di lanci vinse la manifestazione nella gara di disco con la misura di 69,70.
Dopo solo due settimane partecipò ad una manifestazione indoor a Växjö, in Svezia, dove siglò il nuovo record mondiale di lancio del disco al coperto con un lancio a 69,51 metri.
Il 25 giugno 2009, al Meeting di Kohila ha raggiunto la misura di 71,64 metri che lo ha piazzato in cima alle liste mondiali dell'anno.
Durante la stagione riuscì a conquistare varie vittorie in alcuni Meeting internazionali come ad esempio al DKB-ISTAF di Berlino o al IX European Athletics Festival di Bydgoszcz.
Il 15 agosto 2009 con il risultato di 66,88 ha raggiunto la medaglia di bronzo durante i Campionati del mondo in Berlino dietro al tedesco Robert Harting ed al polacco Piotr Małachowski.
Sul finire della stagione ha partecipato ancora una volta alla IAAF World Athletics Final raggiungendo solo il quinto posto con la misura di 65,34.

#### Europei di Barcellona (2010)
Nel mese di marzo 2010 Kanter ha deciso di rinunciare alla partecipazione alla Coppa Europa invernale di lanci.
Nel corso della stagione, dopo aver raggiunto la misura di 71,45 metri, ha dovuto fare i conti con rivali del calibro del neocampione mondiale Robert Harting, del polacco Piotr Małachowski e dell'ungherese Zoltán Kővágó che a turno gli hanno impedito di conquistare le vittorie nei vari Meeting internazionali e nelle prime tappe della IAAF Golden League.
Il 2 luglio 2010, a Budapest, ha raggiunto il successo in Coppa Europa grazie ad un lancio a 68,76 metri.
Qualche settimana dopo ha vinto la sua prima tappa della Golden League a Monaco, al Meeting Herculis, battendo di un metro Zoltán Kővágó.
Ai Campionati europei di Barcellona 2010 ha raggiunto la quarta posizione con un lancio a 66,20 metri a soli 23 centimetri dalla medaglia di bronzo vinta dall'ungherese Róbert Fazekas.

#### Mondiali di Taegu (2011)
Nel mese di aprile 2011 ha partecipato al Qatar Athletic Super Grand Prix, prima tappa della Diamond League, dove ha vinto la gara con la misura di 67,49 metri suo primato stagionale.
Nel corso della stagione, è riuscito a vincere un'altra tappa della Diamond League, ad Oslo, agli ExxonMobil Bislett Games.
Ai Campionati del mondo di Taegu, dopo aver superato le qualificazioni con la nona misura a 63,50, in finale ha vinto l'argento con un lancio a 66,95 metri alle spalle del solo Robert Harting.

## Record

### Seniores
Gerd Kanter ha stabilito, il 22 marzo 2009, il record del mondo nel lancio del disco indoor:
- Lancio del disco 73,38 m ( Helsingborg 4 settembre 2006)
- Lancio del disco indoor 69,51 m ( Växjö 22 marzo 2009)

## Progressione

### Lancio del disco
| Stagione | Risultato | Luogo       | Data      | Rank. Mond. |
| -------- | --------- | ----------- | --------- | ----------- |
| 2014     | 66,28 m   | Pärnu       | 24-9-2014 | 9º          |
| 2013     | 67,59 m   | Kohila      | 31-8-2013 | 5º          |
| 2012     | 68,03 m   | Londra      | 7-8-2012  | 8º          |
| 2011     | 67,99 m   | Varsavia    | 20-9-2011 | 5º          |
| 2010     | 71,45 m   | Chula Vista | 29-4-2010 | 1º          |
| 2009     | 71,64 m   | Kohila      | 25-6-2009 | 1º          |
| 2008     | 71,88 m   | Salinas     | 8-5-2008  | 1º          |
| 2007     | 72,02 m   | Salinas     | 3-5-2007  | 1º          |
| 2006     | 73,38 m   | Helsingborg | 4-9-2006  | 1º          |
| 2005     | 70,10 m   | Chula Vista | 27-4-2005 | 2º          |
| 2004     | 68,50 m   | Siviglia    | 5-6-2004  | 4º          |
| 2003     | 67,13 m   | Tallinn     | 5-9-2003  | 5º          |
| 2002     | 66,31 m   | Tartu       | 26-7-2002 | 15º         |
| 2001     | 60,47 m   | Tartu       | 15-8-2001 | 81º         |
| 2000     | 56,09 m   | Tartu       | 11-6-2000 | -           |

### Lancio del disco indoor
| Stagione | Risultato | Luogo    | Data      | Rank. Mond. |
| -------- | --------- | -------- | --------- | ----------- |
| 2011     | 66,92 m   | Växjö    | 12-3-2011 | 1º          |
| 2010     | 66,95 m   | Växjö    | 27-3-2010 | 1º          |
| 2009     | 69,51 m   | Växjö    | 22-3-2009 | 1º          |
| 2008     | 64,64 m   | Korsholm | 18-2-2008 | 1º          |
| 2006     | 64,78 m   | Helsinki | 4-3-2006  | 1º          |

## Palmarès
| Anno | Manifestazione   | Sede           | Evento           | Risultato | Misura  | Note                                     |
| ---- | ---------------- | -------------- | ---------------- | --------- | ------- | ---------------------------------------- |
| 2001 | Europei under 23 | Amsterdam      | Lancio del disco | 5º        | 57,73 m |                                          |
| 2002 | Europei          | Monaco         | Lancio del disco | 12º       | 55,14 m |                                          |
| 2003 | Mondiali         | Parigi         | Lancio del disco | 25º       | 56,63 m |                                          |
| 2004 | Olimpiadi        | Atene          | Lancio del disco | 19º       | 60,05 m |                                          |
| 2005 | Mondiali         | Helsinki       | Lancio del disco | Argento   | 68,57 m |                                          |
| 2005 | Universiadi      | Smirne         | Lancio del disco | Oro       | 65,29 m |                                          |
| 2006 | Europei          | Göteborg       | Lancio del disco | Argento   | 68,03 m |                                          |
| 2007 | Mondiali         | Osaka          | Lancio del disco | Oro       | 68,94 m |                                          |
| 2008 | Olimpiadi        | Pechino        | Lancio del disco | Oro       | 68,82 m |                                          |
| 2009 | Mondiali         | Berlino        | Lancio del disco | Bronzo    | 66,88 m |                                          |
| 2010 | Europei          | Barcellona     | Lancio del disco | 4º        | 66,20 m |                                          |
| 2011 | Mondiali         | Taegu          | Lancio del disco | Argento   | 66,95 m |                                          |
| 2012 | Europei          | Helsinki       | Lancio del disco | Argento   | 66,53 m |                                          |
| 2012 | Olimpiadi        | Londra         | Lancio del disco | Bronzo    | 68,03 m | Miglior prestazione personale stagionale |
| 2013 | Mondiali         | Mosca          | Lancio del disco | Bronzo    | 65,19 m |                                          |
| 2014 | Europei          | Zurigo         | Lancio del disco | Argento   | 64,75 m |                                          |
| 2015 | Mondiali         | Pechino        | Lancio del disco | 4º        | 64,82 m |                                          |
| 2016 | Europei          | Amsterdam      | Lancio del disco | Bronzo    | 65,27 m | Miglior prestazione personale stagionale |
| 2016 | Giochi olimpici  | Rio de Janeiro | Lancio del disco | 5º        | 65,10 m |                                          |
| 2017 | Mondiali         | Londra         | Lancio del disco | 12º       | 60,00 m |                                          |
| 2018 | Europei          | Berlino        | Lancio del disco | 5º        | 64,34 m |                                          |

## Campionati nazionali
Si è laureato 9 volte campione nazionale nel lancio del disco (2004/2009, 2012/2014).

## Altre competizioni internazionali
2002
- 4º in Coppa Europa invernale di lanci ( Pola), lancio del disco - 61,56 m

2003
- Oro in Coppa Europa invernale di lanci ( Gioia Tauro), lancio del disco - 64,17 m
- 4º al Meeting de Atletismo Siviglia ( Siviglia), lancio del disco - 64,43 m
- 5º al Meeting Athletissima ( Losanna), lancio del disco - 62,02 m
- 4º al Meeting de Atletismo Madrid ( Madrid), lancio del disco - 63,23 m
- Argento al Rieti Meeting ( Rieti), lancio del disco - 64,53 m

2004
- Oro in Coppa Europa invernale di lanci ( Marsa), Lancio del disco - 63,21 m
- Oro al Meeting de Atletismo Siviglia ( Siviglia), lancio del disco - 68,50 m
- Argento ai Bergen Bislett Games ( Bergen), lancio del disco - 67,15 m
- 5º al Golden Gala ( Roma), lancio del disco - 65,25 m
- 4º al Meeting de Atletismo Madrid ( Madrid), lancio del disco - 62,63 m
- 4º al Gaz de France Paris Saint-Denis ( Saint-Denis), lancio del disco - 64,78 m
- 5º alla IAAF World Athletics Final ( Monaco), lancio del disco - 63,28 m

2005
- Oro in Coppa Europa invernale di lanci ( Mersin), lancio del disco - 66,05 m
- 5º al Meeting de Atletismo Siviglia ( Siviglia), lancio del disco - 64,47 m
- Oro in Coppa Europa ( Gävle), lancio del disco - 68,16 m
- Argento al Meeting Athletissima ( Losanna), lancio del disco - 68,32 m
- Bronzo al Meeting de Atletismo Madrid ( Madrid), lancio del disco - 64,51 m
- Argento al Weltklasse Zürich ( Zurigo), lancio del disco - 67,92 m
- Argento al Norwich Union Super Grand Prix ( Sheffield), lancio del disco - 67,51 m
- Argento alla IAAF World Athletics Final ( Stoccarda), lancio del disco - 66,01 m

2006
- Bronzo in Coppa Europa invernale di lanci ( Tel Aviv), lancio del disco - 62,55 m
- Bronzo ai Bislett Games ( Oslo), lancio del disco - 66,13 m
- Bronzo all'Athens Grand Prix Tsiklitiria ( Atene), lancio del disco - 67,04 m
- Oro in Coppa Europa ( Praga), lancio del disco - 67,49 m
- Argento al Meeting de Atletismo Madrid ( Madrid), lancio del disco - 66,34 m
- Argento al Weltklasse Zürich ( Zurigo), lancio del disco - 68,41 m
- Argento al Meeting di Tallinn ( Tallinn), lancio del disco - 67,86 m
- Argento alla IAAF World Athletics Final ( Stoccarda), lancio del disco - 68,47 m

2007
- Oro in Coppa Europa invernale di lanci ( Jalta), lancio del disco - 65,43 m
- Argento ai Bislett Games ( Oslo), lancio del disco - 66,33 m
- Oro in Coppa Europa ( Odense), lancio del disco - 66,37 m
- Bronzo all'Athens Grand Prix Tsiklitiria ( Atene), lancio del disco - 67,22 m
- Oro al Meeting di Tallinn ( Tallinn), lancio del disco - 67,76 m
- Oro alla IAAF World Athletics Final ( Stoccarda), lancio del disco - 66,54 m

2008
- Oro in Coppa Europa invernale di lanci ( Spalato), lancio del disco - 65,25 m
- Argento agli FBK-games ( Hengelo), lancio del disco - 68,28 m
- Oro in Coppa Europa ( Tallinn), lancio del disco - 67,69 m
- 4º all'ISTAF Berlin ( Berlino), lancio del disco - 66,57 m
- Oro alla IAAF World Athletics Final ( Stoccarda), lancio del disco - 68,38 m

2009
- Oro in Coppa Europa invernale di lanci ( Los Realejos), lancio del disco - 69,70 m
- Oro agli Europei a squadre (First League) ( Bergen), lancio del disco - 67,00 m
- Oro all'ISTAF Berlin ( Berlino), lancio del disco - 67,88 m
- 4º al Meeting di Tallinn ( Tallinn), lancio del disco - 64,95 m
- Oro al IX European Athletics Festival ( Bydgoszcz), lancio del disco - 66,20 m
- 5º alla IAAF World Athletics Final ( Salonicco), lancio del disco - 65,34 m

2010
- 4º al Shanghai Golden Grand Prix ( Shanghai), lancio del disco - 68,61 m
- Argento agli FBK-games ( Hengelo), lancio del disco - 65,35 m
- Argento al Golden Gala ( Roma), lancio del disco - 67,69 m
- Oro agli Europei a squadre (First League) ( Budapest), lancio del disco - 68,76 m
- 5º al Prefontaine Classic ( Eugene), lancio del disco - 65,75 m
- Oro all'Herculis ( Monaco), lancio del disco - 67,81 m
- Oro all'Aviva London Grand Prix ( Londra), lancio del disco - 67,82 m
- 5º al Weltklasse Zürich ( Zurigo), lancio del disco - 65,20 m

2011
- Oro al Doha Diamond League ( Doha), lancio del disco - 67,49 m
- 4º al Prefontaine Classic ( Eugene), lancio del disco - 65,51 m
- Oro al ExxonMobil Bislett Games ( Oslo), lancio del disco - 65,14 m
- Bronzo al Meeting Areva ( Saint-Denis), lancio del disco - 67,24 m
- 5º al DN Galan ( Stoccolma), lancio del disco - 62,98 m
- 4º all'Aviva London Grand Prix ( Londra), lancio del disco - 64,56 m
- Oro al BigBank Tallinn 2011 ( Tallinn), lancio del disco - 65,46 m
- 4º al Weltklasse Zürich ( Zurigo), lancio del disco - 65,52 m
- Argento al Meeting ISTAF ( Berlino), lancio del disco - 66,16 m
- Oro al Kamila Skolimowsca Memorial ( Varsavia), lancio del disco - 67,99 m

2012
- 4º al Doha Diamond League ( Doha), lancio del disco - 65,57 m
- Bronzo al Golden Gala ( Roma), lancio del disco - 65,36 m
- Oro all'Aviva London Grand Prix ( Londra), lancio del disco - 64,85 m
- Oro al Athletissima ( Losanna), lancio del disco - 65,79 m
- Argento al Aviva Birmingham Grand Prix ( Birmingham), lancio del disco - 65,79 m
- Oro al Memorial Van Damme ( Bruxelles), lancio del disco - 66,84 m
- Vincitore della Diamond League nella specialità del lancio del disco (19 punti)

2013
- Argento al Shanghai Golden Grand Prix 2013 ( Shanghai), lancio del disco - 63,14 m
- Argento al 14º Ludvik Danek Memorial ( Turnov), lancio del disco - 65,23 m
- 5º al Prefontaine Classic ( Eugene), lancio del disco - 63,58 m
- Oro ai Bislett Games ( Oslo), lancio del disco - 65,52 m
- Argento agli Europei a squadre (First League) ( Dublino), lancio del disco - 61,56 m
- 4º in Golden Spike Ostrava ( Ostrava), lancio del disco - 66,97 m
- Bronzo al Meeting Areva ( Saint-Denis), lancio del disco - 65,30 m
- Bronzo al Sainsbury’s Anniversary Games ( Londra), lancio del disco - 66,29 m
- 4º al DN Galan ( Stoccolma), lancio del disco - 62,93 m
- Oro al Weltklasse Zürich ( Zurigo), lancio del disco - 67,02 m
- Vincitore della Diamond League nella specialità del lancio del disco (16 punti)

2014
- Bronzo al Doha Diamond League ( Doha), lancio del disco - 62,90 m
- 4º al Ludvik Danek Memorial ( Turnov), lancio del disco - 63,74 m
- 6º al Golden Gala ( Roma), lancio del disco - 63,38 m
- Bronzo agli Europei a squadre (First League) ( Tallinn), lancio del disco - 61,33 m
- Bronzo all'Athletissima ( Losanna), lancio del disco - 64,91 m
- Bronzo all'Herculis ( Monaco), lancio del disco - 64,98 m
- 4º al Birmingham Grand Prix ( Birmingham), lancio del disco - 64,21 m
- 5º al Meeting ISTAF ( Berlino), lancio del disco - 63,84 m
- Bronzo al Memorial Van Damme ( Bruxelles), lancio del disco - 65,81 m
- Oro in Coppa continentale ( Marrakech), lancio del disco - 64,46 m

2015
- 9º al Shanghai Golden Grand Prix 2015 ( Shanghai), lancio del disco - 60,71 m
- 5º al Prefontaine Classic ( Eugene), lancio del disco - 62,99 m
- 5º all'ExxonMobil Bislett Games ( Oslo), lancio del disco - 61,18 m

## Riconoscimenti
- È stato premiato tre volte con il premio di atleta estone dell'anno nel 2007, nel 2008 e nel 2011.
- Il 27 settembre 2007 gli sono stati dedicati una cartolina ed un francobollo per commemorare la sua vittoria ai campionati del mondo di Osaka.
- Il 25 settembre 2008 gli sono stati dedicati una cartolina ed un francobollo per commemorare la sua vittoria ai Giochi Olimpici di Pechino 2008.
- Dall'8 dicembre 2008 è diventato membro onorario del Comitato Olimpico Estone.
- Nel 2010 è stato nominato dall'Associazione europea di atletica leggera miglior atleta europeo del mese di aprile.